# Édith Grattery
Pour les articles homonymes, voir Edith.
Édith Grattery, plus connue sous son nom de plume Édith, née le 25 juillet 1960 à Marseille, est une dessinatrice de bande dessinée et une illustratrice française.

## Biographie
Étudiante à l'École nationale supérieure des arts décoratifs de Paris, Édith commence par réaliser des vidéos de chorégraphies mais, lassée par les contraintes, elle choisit de rejoindre le collectif de bande dessinée Asylum créé par Cromwell, Arthur Qwak et son compagnon Riff Reb's. Elle collabore alors à plusieurs livres de Riff Reb's ou de Cromwell et participe à la revue Circus.
Son premier album, Ornicar, sur un scénario de Gilles Gonord, paraît en 1988 chez Futuropolis dans la Collection X. Le public la découvre en 1990 avec la série Basil et Victoria, scénarisée par Yann le Pennetier. Le second album de la série, Jack, obtient  l'Alph-Art du meilleur album 1993 au festival international de la bande dessinée d'Angoulême et la série sera finalement adaptée en dessin animé sous le titre Orson et Olivia.
Parallèlement à la bande dessinée, Édith mène une carrière d'illustratrice dans l'édition jeunesse. En 2008, elle reçoit le grand prix du festival Des Planches et des Vaches pour l'ensemble de son œuvre.
Sa bande dessinée Le Jardin de minuit, adaptation du roman jeunesse Tom et le jardin de minuit de Philippa Pearce, obtient la Pépite 2015, catégorie BD/Manga au Salon du livre et de la presse jeunesse, et fait partie de la compétition officielle du festival d'Angoulême 2016, en Sélection Jeunesse.
Initialement établi à Saint-Maur, l'atelier Asylum devient Exilum lorsque les membres décident de s'installer à Bruxelles, Cromwell préférant partir habiter à Dreux. Désormais, Édith et son compagnon Riff Reb's habitent au Havre.
En novembre 2021, Édith est couronnée lors du 38e Festival BD Boum de Blois avec le prix Grand Boum 2021 pour l'ensemble de son œuvre.

## Publications

### Bande dessinée
- Le Bal de la sueur (scénario avec Ralph), avec Riff Reb's et Cromwell (dessin) :

1. Le Bal de la sueur, EDS, 1985 ;
2. Aaargl !, Glénat, 1987.

- Ornicar (dessin), avec Gilles Gonord (scénario), Futuropolis coll. « X », 1988  (ISBN 2-7376-5698-2).
- Basil et Victoria, scénario de Yann, Les Humanoïdes associés :

1. Sati, 1990  (ISBN 2-7316-0752-1) ;
2. Jack, 1992  (ISBN 2-7316-0995-8) Alph-Art du meilleur album 1993 au festival international de la bande dessinée d'Angoulême[1]
3. Zanzibar, 1995  (ISBN 2-73161-096-4) ;
4. Pearl, 2006  (ISBN 2-7316-1653-9) ;
5. Ravenstein, 2007  (ISBN 978-2-7316-1929-4).

- My name is dog, scénario de Riff Reb's, Stakhano, 1994  (ISBN 3-8931-1268-5).
- Quatre punaises au club, avec Florence Cestac, Dodo et Nathalie Roques, Éditions Albin Michel, coll. « L'Écho des Savanes », 1995  (ISBN 2-226-07831-2).
- Eugène de Tourcoing-Startrec, scénario de Corcal, Casterman :

1. Montmartre no future, 2001  (ISBN 2-203-38963-X)
2. Les enfants du siècle, 2003  (ISBN 2-203-38700-9)

- Le Trio Bonaventure, scénario de Corcal, Delcourt :

1. La maison jaune 2002  (ISBN 2-84055-890-4)[6]
2. Le pays tout en haut, 2002  (ISBN 2-84789-598-1)
3. L'enfant de sable, 2002  (ISBN 2-7560-0080-9)[7]

- Les Hauts de Hurlevent d'Emily Brontë, scénario de Yann d'après l'œuvre d'Emily Brontë, Delcourt, coll. « Ex-Libris » :

1. Volume 1, 2009  (ISBN 2-7560-1380-3)
2. Volume 2, 2010  (ISBN 2-7560-1381-1)

- La Chambre de Lautréamont, scénario de Corcal, Futuropolis, 2012[8]
- Notre Mère la Guerre -  HS1. Chroniques, avec Kris (scénario), dessin de Maël, Édith Grattery, Jeff Pourquié, Hardoc, Vincent Bailly et Damien Cuvillier, Futuropolis, 2014  (ISBN 978-2-754-81155-2) * 2014 : Notre Mère la Guerre -  HS1. Chroniques [9],[10], avec Kris (scénario), dessin de Maël, Édith Grattery, Jeff Pourquié, Hardoc, Vincent Bailly et Damien Cuvillier, Futuropolis  (ISBN 978-2-754-81155-2)
- Le Jardin de minuit, adaptation du roman jeunesse Tom et le jardin de minuit de Philippa Pearce, Soleil Productions, coll. « Noctambule », 2015[2]. Pépite 2015 catégorie BD/Manga[3], au Salon du livre et de la presse jeunesse - Sélection Jeunesse du festival d'Angoulême 2016
- Emma G. Wildford, scénario de Zidrou, Soleil - Sélection officielle du festival d'Angoulême 2018

### Albums jeunesse
- Jaune d'œuf, texte de Rascal, Pastel, 1992.
- Privés de vacances, texte de Rascal, Pastel, 1993.
- Noël, texte de Rascal, Pastel, 1993.
- Mon doudou, texte de Rascal, Pastel, 1996.
- J'ai déjà donné, texte de Rascal, Pastel, 1996.
- De ma fenêtre, texte de Rascal, Pastel, 1997.
- Sur mon trône, texte de Rascal, Pastel, 1997.
- Maman bobo, texte de Rascal, Pastel, 1999.
- La chasse aux poux, texte de Rascal, Pastel, 1999.
- Plume de vache, texte de Rascal, Pastel, 1999.
- Un petit roi ne pleure pas, texte de Béatrice Duru-Renard, Pastel, 2002.

### Romans jeunesse
- La fiancée du fantôme, texte de Malika Ferdjoukh, L'École des loisirs, 1999.
- Joséphine a disparu, texte de Moka, L'École des loisirs, 2000.
- Batterie et lunettes noires, texte de Christian Jolibois, Père Castor, 2001.
- Pour Noël, réveillons nous, texte d'Elsa Devernois, Père Castor, 2001.
- Le fantôme à la jambe de bois, texte de Marie-Hélène Delval, Père Castor, 2002.
- Princesse Zelina, texte de Bruno Muscat, Bayard, 2002-2003 (six titres parus).

### Animation
- Il était une fois…, adaptation de Jack et le Haricot magique, 1995.

## Prix et distinctions
- 1993 : Alph-Art du meilleur album pour Jack au festival international de la bande dessinée d'Angoulême[1]
- 2003 :  Prix de l'Enseignement 41 pour le Jeune public pour Le Trio Bonnaventure, La Maison jaune
- 2008 : grand prix du festival Des Planches et des Vaches
- 2015 :  prix Pépite BD/Manga du Salon du Livre et de la Presse jeunesse de Montreuil[3], au Salon du livre et de la presse jeunesse pour Le Jardin de minuit, adaptation du roman jeunesse Tom et le jardin de minuit de Philippa Pearce
- 2016 : Sélection Jeunesse du festival d'Angoulême 2016 pour Le Jardin de minuit, adaptation du roman jeunesse Tom et le jardin de minuit de Philippa Pearce
- 2021 : prix  Grand Boum de la Ville de Blois